# JSC KazSat
JSC KazSat é um operador de satélite cazaque, a empresa atualmente administra dois satélites de comunicações, o KazSat 2 e o KazSat 3, para fornecer serviços via satélite de televisão e internet de alta velocidade ao Cazaquistão e países vizinhos.